# Cizo
Pour les articles ayant des titres homophones, voir Ciseau et Ciseaux.
 (juin 2019).
Cizo, de son vrai nom Lyonel Mathieu, est un auteur de bande dessinée français né le 5 novembre 1968.

## Biographie
Cizo fait des études techniques mais faute de motivation, il commence sa carrière au début des années 1990 dans des fanzines. Après avoir employé quelques pseudonymes, il signe avec son logo, une paire de ciseaux, d'où son nom. Il crée à partir de pictogrammes ou de schémas, parfois de cases de bandes dessinées préexistantes qu'il emprunte : Cizo est un « remixeur » d'images. Avec Winshluss, il fournit des planches à Jade qui est à l'époque un fanzine. Par l'intermédiaire de  Pierre Alain Szigeti, ses premières planches à destination du Japon paraissent dans Open Manga et Morning, puis sont adaptées pour Internet (Mister X) qui devient leur support en 1997. La même année, il réalise Strong Man une série de bandes dessinées/animations pour La Baguette Virtuelle (devenue Multimania).
Par la suite, Cizo collabore à SVM, mais la majorité de son œuvre se fait surtout dans Ferraille illustré avec Winshluss. Winshluss et Cizo deviennent les directeurs artistiques/rédacteurs en chef de Ferraille illustré.[réf. souhaitée] En 2001, avec Winshluss, il publie Monsieur Ferraille chez Les Requins Marteaux, décrite comme leur « la grande œuvre "tout en couleurs" ». En 2006, les deux collègues créent Wizz et Buzz.
Toujours avec Winshluss, Cizo a réalisé plusieurs films d'animation.

## Œuvres

### Publications
- Comix 2000, avec Winshluss, éditions L'Association, 2000 (album collectif noir et blanc)
- Monsieur Ferraille, avec Winshluss, éditions Les Requins Marteaux, octobre 2001  (ISBN 2-909590-64-X)
- Just You and Me, éditions En Marge, septembre 2006
- Wizz et Buzz, avec Winshluss, éditions Delcourt, collection Shampooing

1. Tome 1 : gras double, 2006  (ISBN 2-84789-931-6)
2. Tome 2, septembre 2007  (ISBN 978-2-7560-0873-8)

### Réalisations
- Raging Blues : court métrage de 6 minutes en noir et blanc, 2003 (avec Winshluss)
- O’ boy, What nice legs ! : court métrage de 1 minute en noir et blanc (avec Winshluss)
- Hollywood superstars avec Mr Ferraille - la biographie non autorisée de Monsieur Ferraille : faux documentaire de 23 minutes (avec Winshluss)